# Sokolivka, Jașkiv
Sokolivka (în ucraineană Соколівка) este o comună în raionul Jașkiv, regiunea Cerkasî, Ucraina, formată numai din satul de reședință.

## Demografie
Componența lingvistică a comunei Sokolivka
     Ucraineană (97,91%)
     Rusă (1,71%)
     Alte limbi (0,32%)
Conform recensământului din 2001, majoritatea populației comunei Sokolivka era vorbitoare de ucraineană (97,91%), existând în minoritate și vorbitori de rusă (1,71%).